# Microrregión de Toledo
La microrregión de Toledo es una de las microrregiones del estado brasileño del Paraná perteneciente a la mesorregión Oeste Paranaense. Su población fue estimada en 2010 por el IBGE en 402.056 habitantes y está dividida en 21 municipios. Posee un área total de 8.754,994 km².

## Municipios
- Assis Chateaubriand
- Diamante d'Oeste
- Entre Rios do Oeste
- Formosa do Oeste
- Guaíra
- Iracema do Oeste
- Jesuítas
- Marechal Cândido Rondon
- Maripá
- Mercedes
- Nova Santa Rosa
- Ouro Verde do Oeste
- Palotina
- Pato Bragado
- Quatro Pontes
- Santa Helena
- São José das Palmeiras
- São Pedro do Iguaçu
- Terra Roxa
- Toledo
- Tupãssi

- Datos: Q2618096